# Presidenti della Cantabria
Il presidente della Cantabria (in spagnolo Presidente de Cantabria) e il capo del governo e il rappresentante supremo della comunità autonoma della Cantabria.
L'attuale presidente della Cantabria, dal 5 luglio 2023 è María José Sáenz de Buruaga del Partito Popolare.

## Elenco
| Immagine | Presidente (Nascita–Morte)           | Partito  | Mandato                           |
| -------- | ------------------------------------ | -------- | --------------------------------- |
|          | José Antonio Rodríguez (1931)        | Ind.     | 15 marzo 1982 – 26 marzo 1984     |
|          | Ángel Díaz de Entresotos (1927–2009) | AP       | 26 marzo 1984 – 27 luglio 1987    |
|          | Juan Hormaechea (1939–2020)          | Ind.     | 27 luglio 1987 – 10 dicembre 1990 |
|          | Jaime Blanco (1944–2020)             | PSC-PSOE | 10 dicembre 1990 – 5 luglio 1991  |
|          | Juan Hormaechea (1939–2020)          | UPCA/PP  | 5 luglio 1991 – 14 luglio 1995    |
|          | José Joaquín Martínez Sieso (1956)   | PP       | 14 luglio 1995 – 30 giugno 2003   |
|          | Miguel Ángel Revilla (1943)          | PRC      | 30 giugno 2003 – 23 giugno 2011   |
|          | Ignacio Diego (1960)                 | PP       | 23 giugno 2011 – 6 luglio 2015    |
|          | Miguel Ángel Revilla (1943)          | PRC      | 6 luglio 2015 – 5 luglio 2023     |
|          | María José Sáenz de Buruaga (1968)   | PP       | 5 luglio 2023 – in carica         |